# جمال (تونس)
جمال (به عربی: جمال) شهری در استان المنستیر کشور تونس است که جمعیت آن در سرشماری سال ۲۰۰۴ میلادی ۴۱٫۷۸۶ نفر بوده‌است.